# Вайс, Кутти
Курт (Кутти) Вайс (нем. Kurt (Kutti) Weiß; 30 марта 1906, Берлин — 29 мая 1995, Берлин) — немецкий легкоатлет, выступавший в беге на короткие и средние дистанции и в десятиборье; хоккеист на траве, нападающий, тренер. Серебряный призёр летних Олимпийских игр 1936 года, бронзовый призёр летних Олимпийских игр 1928 года.

## Биография
Эрих Цандер родился 30 марта 1906 года в немецком городе Берлин.
Играл в хоккей на траве за «Берлинер-92», в составе которого стал чемпионом Германии 1937—1938 годов. Впоследствии перешёл в СК Люфтваффе из Гамбурга, с которым выиграл чемпионский титул в 1944 году.
В 1928 году вошёл в состав сборной Германии по хоккею на траве на летних Олимпийских играх в Амстердаме и завоевал бронзовую медаль. В матчах не участвовал.
В 1936 году вошёл в состав сборной Германии по хоккею на траве на летних Олимпийских играх в Берлине и завоевал серебряную медаль. Играл на позиции нападающего, провёл 3 матча, забил 6 мячей (три в ворота сборной Дании, два — Нидерландам, один — Индии).
В 1927—1947 годах провёл 40 матчей за сборную Германии, оставаясь лидером по этому показателю до 1956 года.
Также занимался лёгкой атлетикой. Был чемпионом Германии в десятиборье в 1927, 1929—1930 годах, завоевал серебро в 1926 году, установил два рекорда страны в 1927 и 1929 годах. Соавтор рекордов страны в эстафетах 4х200 метров и 4х400 метров в 1929 году, 10х100 метров в 1927 году.
Не окончил учёбу после спортивной поездки в Японию в 1929 году. До начала Второй мировой войны работал в страховой компании.
После Второй мировой войны до 1972 года работал тренером женской хоккейной команды «Харвестехудер» из Винтерхуде, с которой 6 раз выигрывал чемпионат ФРГ. В 1952 году тренировал мужскую сборную ФРГ на летних Олимпийских играх 1952 года в Хельсинки, где она заняла 5-е место.
Умер 29 мая 1995 года в Берлине.